# Condylostylus dominicensis
Condylostylus dominicensis är en tvåvingeart som beskrevs av Robinson 1975. Condylostylus dominicensis ingår i släktet Condylostylus och familjen styltflugor.
Artens utbredningsområde är Dominica. Inga underarter finns listade i Catalogue of Life.